# Turvolândia (ort)
Turvolândia är en ort i Brasilien.   Den ligger i kommunen Turvolândia och delstaten Minas Gerais, i den sydöstra delen av landet, 700 km söder om huvudstaden Brasília. Turvolândia ligger 850 meter över havet och antalet invånare är 4 658.
Terrängen runt Turvolândia är platt norrut, men söderut är den kuperad. Närmaste större samhälle är São Gonçalo do Sapucaí, 19,8 km öster om Turvolândia.
Omgivningarna runt Turvolândia är huvudsakligen savann. Runt Turvolândia är det ganska glesbefolkat, med 48 invånare per kvadratkilometer.